# Nicky Van Den Abbeele
Nicky Van Den Abbeele (ur. 21 lutego 1994) – belgijska piłkarka, grająca na pozycji pomocnika w klubie Zulte Waregem, wielokrotna reprezentantka Belgii.

## Kariera piłkarska

### Kariera klubowa
Wychowanka klubów Cerkelladies Brugge i SV Jabbeke. Rozpoczęła swoją karierę zawodową w Club Brugge KV. Po trzech latach przeniosła się do Lierse SK, z którym zdobyła Puchar Belgii. W czerwcu 2016 została zaproszona do Anderlechtu. W sezonie 2017/18 broniła barw Ajax, z którym zdobyła mistrzostwo i Puchar Holandii. Następnie występowała w KAA Gent Ladies. W 2020 wróciła do klubu z Brugii, który zmienił w międzyczasie nazwę na Club YLA. Po zakończeniu sezonu przeniosła się do Eendrachtu Aalst. W marcu 2022 roku zasiliła skład Zulte Waregem.

### Kariera reprezentacyjna
2 czerwca 2013 roku zadebiutowała w belgijskiej kadrze narodowej w wygranym 3:0 meczu towarzyskim z Ukrainkami. Wcześniej broniła barw juniorskich reprezentacji Belgii.

## Sukcesy i odznaczenia

### Sukcesy klubowe
Club Brugge KV
- finalista Pucharu Belgii: 2013/14, 2014/15

Lierse SK
- zdobywca Pucharu Belgii: 2015/16

RSC Anderlecht
- wicemistrz Belgii: 2016/17
- finalista Pucharu Belgii: 2016/17

AFC Ajax
- mistrz Holandii: 2017/18
- zdobywca Pucharu Holandii: 2017/18

KAA Gent Ladies
- zdobywca Pucharu Belgii: 2018/19